# 레드힐 (펜실베이니아주)

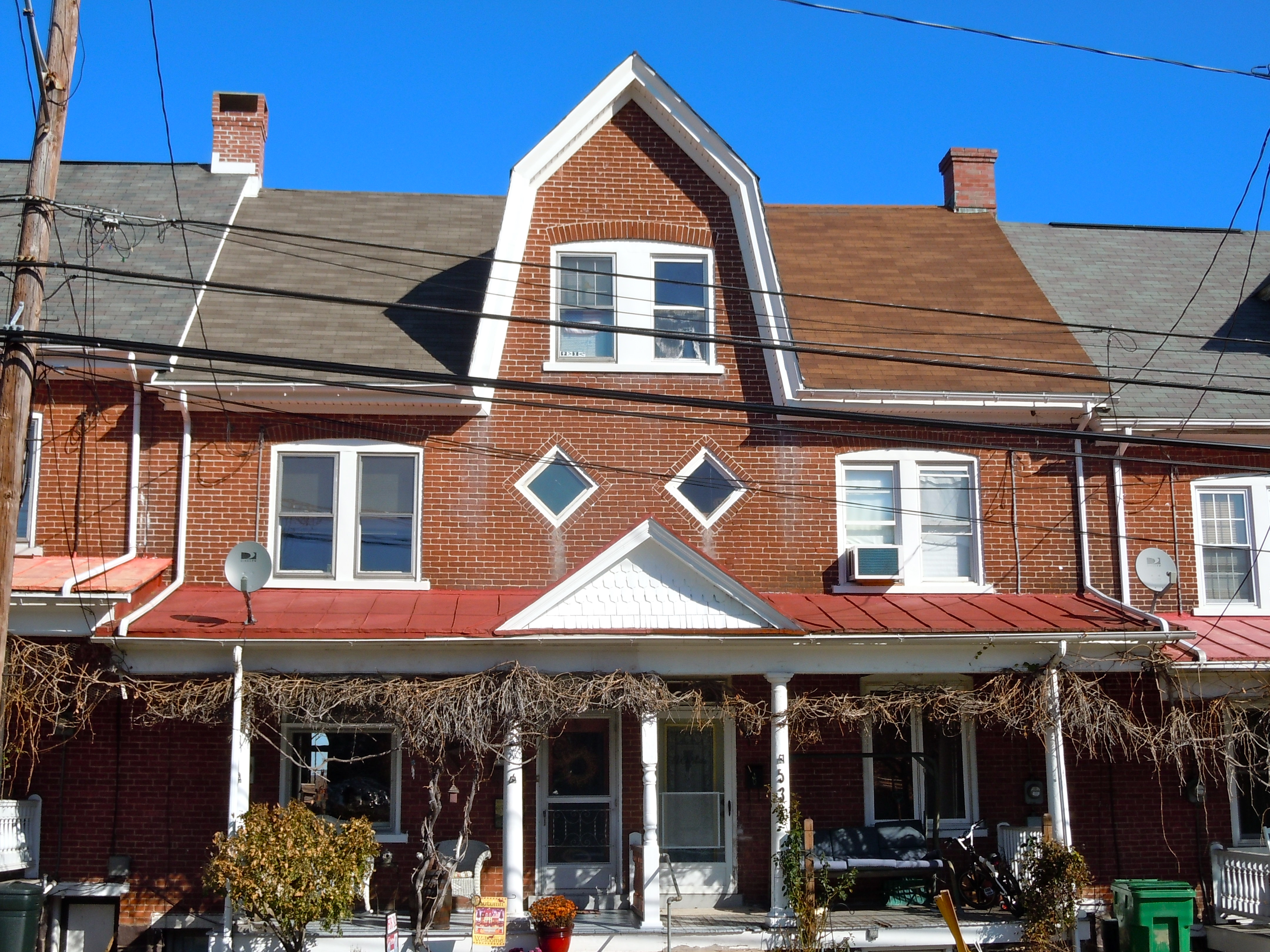
레드힐 역사지구의 집

레드힐(Red Hill)은 미국 펜실베이니아주의 도시로, 인구는 2,383명이다. 3억9천만년 전~3억7천만년 전 사이에 형성된 초기 데본기 지층이 있는 곳으로 지질학계에서 중요하고 초기 어류 화석이 있는 곳이라 유명한 곳이다.

## 인구
| 인구조사    | 인구  | Note  | %±    |
| ----------- | ----- | ----- | ----- |
| 1910년      | 664   |       | —     |
| 1920년      | 787   |       | 18.5% |
| 1930년      | 851   |       | 8.1%  |
| 1940년      | 881   |       | 3.5%  |
| 1950년      | 914   |       | 3.7%  |
| 1960년      | 1,086 |       | 18.8% |
| 1970년      | 1,201 |       | 10.6% |
| 1980년      | 1,727 |       | 43.8% |
| 1990년      | 1,794 |       | 3.9%  |
| 2000년      | 2,196 |       | 22.4% |
| 2010년      | 2,383 |       | 8.5%  |
| 2019 (추산) | 2,361 | [ 1 ] | −0.9% |
| 출처:       |       |       |       |